# ソル・ウンド
ソル・ウンド（설운도、薛雲道、1958年8月8日 - ）は、韓国・釜山広域市出身のトロット歌手。トロット四天王のひとり。
本貫は慶州李氏。本名はイ・ヨンチュン（이영춘）。

## 来歴
1982年、「KBS新人誕生」という番組で5週連続優勝を果たし歌謡界にデビュー。デビュー曲の「失われた30年（잃어버린 30년）」は、KBSの特別番組「離散家族探し」の主題歌になり大ヒットを記録。また、レコーディングの翌日にヒットした楽曲としてギネス世界記録にも認定されている。1986年には、「原点 （원점）」が自身が作曲した楽曲としては初めてヒット。
1989年には、韓国人歌手としてNHKの歌謡パレードにチョー・ヨンピル、羅勲児以来3人目の出演を果たす。
1991年の「みんなでチャチャチャ （다함께 차차차）」は、ディスコ風のトロットとして若年層からの人気を得てヒット。1997年には自身が作曲した「愛のツイスト （사랑의 트위스트）」は、ツイストダンスが流行し世代を問わず人気を集め大ヒットする。
2010年、息子のイユがF.CUZでデビューする。
2011年には、キム・ヨンジャと共にテレビ番組の優勝賞金を東日本大震災の被災者を支援する義援金として寄託した。

## ディスコグラフィ

### 韓国
- 1集「失われた30年 （잃어버린 30년）」（1983年）
- 2集「羅針盤 （나침반）」（1984年）
- 3集「原点 （원점）」（1986年）
- 4集「私の故郷はウォンサン湾 （내 고향 원산만）」（1987年）
- 5集「心が憂鬱で （마음이 울적해서）」（1989年）
- 6集「一人で欲しい （혼자이고 싶어요）」（1990年）
- 7集「みんなでチャチャチャ （다함께 차차차）」（1991年）
- 8集「女女女 （여자 여자 여자）」（1992年）
  - 「未練のブルース （미련의 부르스）
- 君だけを愛している （너만을 사랑했다）（1994年）
- 9集「サンバの女 （쌈바의 여인）」（1995年）
- 10集「愛のツイスト （사랑의 트위스트）」（1997年）
  - 「紫色の手紙（？？？？？？？）」（????年）
- 11集「妹 （누이）」（1999年）
  - 「再会 （재회）」
- 恋人になってください （애인이 돼 주세요）（2001年）
- 12集「カモメの愛 （갈매기 사랑）」（2002年）
- 13集「チュンジャよ （춘자야）」（2004年）
- そんな女性はいませんか （그런 여자 없나요）（2006年）
- かわいい女 （귀여운 여인）（2008年）
- 14集「バラのような女 （장미같은 여자）」（2010年）
- 思い出の中に （추억속으로）（2011年）
- もう一度だけ（다시 한번만）（2013年）
- 見たい私の愛（보고싶다 내 사랑）（2014年）

### 日本
- angel～天使を見つけた～（2002年）

## 受賞歴
- MBC10大歌手歌謡祭・10大歌手賞（1990年、1992年、1999年～2001年）
- KBS歌謡大賞・歌手賞（1990年、1996年、2005年）
- SBS歌謡大祭典・歌手賞（2003年、2004年、2006年）
- 大韓民国芸能芸術賞大賞（2008年、2010年）
- 第1回韓国音楽著作権大賞シンガーソングライター賞（2011年）
- 第12回大韓民国伝統歌謡大賞男性7大歌手賞（2012年）

### 歌謡番組1位獲得楽曲
| 年     | 番組                                                       |
| ------ | ---------------------------------------------------------- |
| 1993年 | - 女女女 （여자 여자 여자） - 5月 7日 決定！最高の人気歌謡 |